# 斯拉特里峰
斯拉特里峰（英語：Slattery Peak）是一座南極洲约600米高几乎孤立的山峰，位於羅斯島上。它位于克诺尔西南9千米，羅恩克峰東北面7公里的特羅爾山覆雪的東南面，現時由南極條約體系管理。
斯拉特里峰是以新西兰人列奥·伯恩哈特·斯拉特里命名的。他曾经三次在斯科特基地越冬。在1973年到1974年、1979年到1980年以及1981年/1982年以及1983年到1984年间他在那里任邮政工人。